# Polypedilum tupi
Polypedilum tupi är en tvåvingeart som beskrevs av Bidawid 1996. Polypedilum tupi ingår i släktet Polypedilum och familjen fjädermyggor. Inga underarter finns listade i Catalogue of Life.